# NSC-motor
NSC-motor, prikazan na slici desno (skraćeno od Izotermalni NSC-motor. Engl.: NSC = New Stirling engine Concept) je klipni toplinski stroj razvijan na osnovi NSC-koncepta u vremenu od 1998. do 2008. godine. 2008. godine izumitelj NSC-motora Wilhelm Servis ga je patentirao. Za sada su razvijena tri tipa tog motora; PROFIT0, PROFIT1 i PROFIT2. NSC-motori su zbog njihovih povoljnih osobina objekt stalnoga znanstvenog istraživanja. 

## Dijelovi i princip rada NSC-motora
Na slici desno je pokazan pojednostavljeni presjek NSC-motora tipa PROFIT1 s naznakom njegovih bitnih dijelova.
NSC-motori pretvaraju raspoloživu ili proizvedenu toplinu, na njima karakterističan i ekološki podobni način uz visoki stupanj iskorištenja (termodinamička korisnost) u mehanički rad. Toplina se dovodi izravno (direktno, interno) plinovitom radnom mediju u motoru (u PROFIT-uređaju), koji može biti uvijek isti ili novo doveden po procesu, ovisno o tipu NSC-motora [2, 4]. Ta se toplina tijekom otvorenog ili zatvorenog (također ovisno o tipu NSC-motora) regenerativnog termodinamičkog kružnog procesa motora, nazvanog Izotermalni NSC-kružni proces (skraćeno NSC-proces) pretvara u mehanički rad. Preostala toplina se na kraju kružnog procesa odvodi od plinovitog radnog medija u motoru (također direktno, interno) ili kod otvorenog procesa izmjenom dijela radnog medija. 
NSC-motor ne treba hladnjak.

## Idealizirani NSC-proces
Idealizirani izotermalni NSC-proces se tvori, slično njemu srodnom idealiziranom izotermalnom Stirlingovu kružnom procesu (klasičnom), od; dviju izotermnih, dviju izohornih te dodatno od jedne izobarne promjene stanja plinovitog radnog medija. Pri tome se izohorne promjene stanja radnog medija tijekom procesa u NSC-motoru izvode pomoću hibridnog istiskivača i regeneratora [1, 2, 3, 4], pa se zbog toga (isto kao i kod Stirlingova motora) postiže efekt karnotiziranja NSC-kružnog procesa.

## Iskorištenje i proizvedeni rad NSC-motora
Po podacima tvorca motora NSC-motor spada u grupu toplinskih motora s najvišom termodinamičkom korisnošću i pri istim uvjetima postiže bitno višu termičku korisnost nego npr. Dieselov motor (aktualni Dieselov = Sabathèov) ili Ottov motor. To je omogućeno time što je radni proces NSC-motora dijelom izotermalni i da može koristiti i pothlađeni ulazni radni medij. Kako NSC-proces izvodi i vrlo učinkovitu izobarnu promjenu stanja radnog medija (isto kao i Dieselov proces), njime se pod istim uvjetima proizvodi bitno veća količina mehaničkog rada nego s Dieselovim ili s bilo kojim drugim kružnim procesom